# Birken (Solingen)
Birken ist eine Ortslage in der bergischen Großstadt Solingen.  

## Lage und Beschreibung
Birken befindet sich abseits städtischer Bebauung im östlichen Bereich des Stadtbezirks Burg/Höhscheid. Der Ort liegt auf dem Höhenzug des Solinger Höhenrückens, auf dem auch die Burger Landstraße verläuft, die Krahenhöhe und Solingen-Burg miteinander verbindet. Das Gelände fällt nach Osten zum Fluss Wupper und nach Westen zum Bertramsmühler Bach hin teils steil ab. Der Ort besteht nur aus wenigen Einzelhäusern, darunter auch zwei denkmalgeschützte Fachwerkhäuser an der Straße Birken, die von der Burger Landstraße abzweigt. Dort befindet sich auch das in den 1920er Jahren eingeweihte Kriegerehrenmal Birken. Östlich der Burger Landstraße befindet sich die Radrennbahn Dorperhof.
Benachbarte Orte sind bzw. waren (von Nord nach West): Dorperhof, Arnsberger Kotten, Wiesenkotten, Jagenberg, Petersmühle, Steinsiepen, Bertramsmühle, Dornsiepen, Spielbruch und Wieden.

## Etymologie
Die Ortsbezeichnung ist laut Brangs vermutlich nicht von dem Baumnamen abgeleitet, sondern von dem Familiennamen Birk. Eine Familie dieses Namens soll einmal an den zur Wupper gelegenen Ländereien ansässig gewesen sein. Laut der Stadt Solingen spricht aber ebenso viel für eine Ableitung von einem Birkenwald.

## Geschichte
Birken hat seine Ursprünge in Form einer bergischen Hofschaft mindestens im 15. Jahrhundert. Der Ort wurde erstmals im Zehntverzeichnis der Abtei Altenberg von 1488 als Burchen erwähnt.:1 In dem Kartenwerk Topographia Ducatus Montani von Erich Philipp Ploennies, Blatt Amt Solingen, aus dem Jahre 1715 ist der Ort hingegen nicht verzeichnet. Der Ort wurde in den Registern der Honschaft Dorp geführt. Die Topographische Aufnahme der Rheinlande von 1824 verzeichnet den Ort als Birken, ebenso wie die Preußische Uraufnahme von 1844. In der Topographischen Karte des Regierungsbezirks Düsseldorf von 1871 ist der Ort nur unbenannt verzeichnet.
Nach Gründung der Mairien und späteren Bürgermeistereien Anfang des 19. Jahrhunderts gehörte der Ort zur Bürgermeisterei Dorp, die 1856 das Stadtrecht erhielt, und lag dort in der Flur IV. Dorp. Die Bürgermeisterei beziehungsweise Stadt Dorp wurde nach Beschluss der Dorper Stadtverordneten zum 1. Januar 1889 mit der Stadt Solingen vereinigt. Damit wurde Birken ein Ortsteil Solingens.

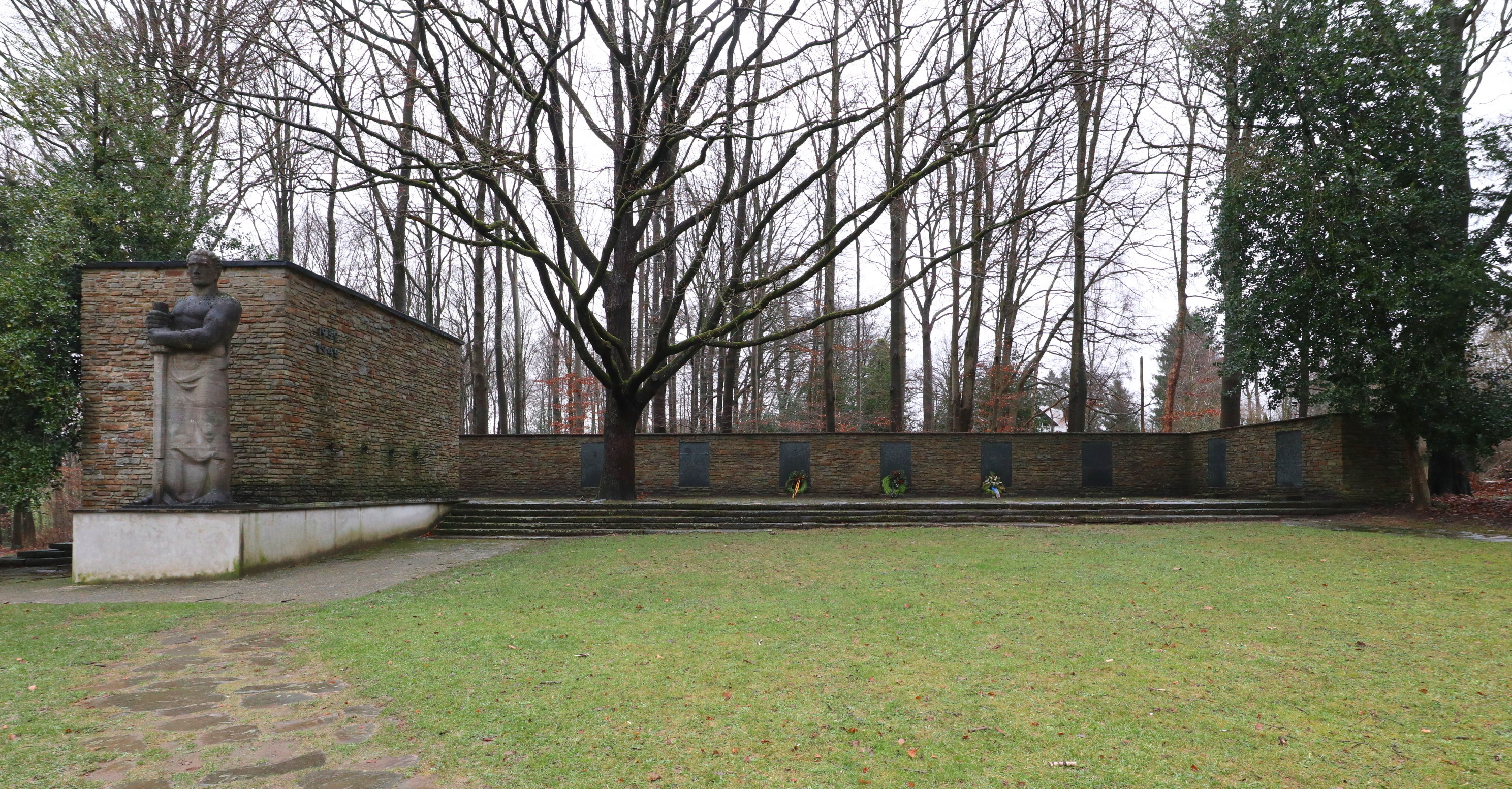
Ehrenmal Birken

Heute völlig von Waldflächen umgeben wurde in den 1920er Jahren bei Birken ein Ehrenmal eingeweiht, das an die Opfer des Ersten Weltkriegs erinnern sollte. Nach Ende des Zweiten Weltkriegs wurde das Ehrenmal zur Gedenkstätte für die Opfer dieses Kriegs umgewidmet. Seit dem Jahre 1984/1996 stehen im Ort die historischen Fachwerkhäuser Birken 1 und Birken 3 unter Denkmalschutz. Die nahegelegene Bushaltestelle der Stadtwerke Solingen an der Burger Landstraße trägt den Namen des Ortes. Dort verkehrt die Oberleitungsbuslinie 683.